# Zakręcie (gromada)
Zakręcie (alt. gromada Zakręcie kol.) – dawna gromada, czyli najmniejsza jednostka podziału terytorialnego Polskiej Rzeczypospolitej Ludowej w latach 1954–1972.
Gromady, z gromadzkimi radami narodowymi (GRN) jako organami władzy najniższego stopnia na wsi, funkcjonowały od reformy reorganizującej administrację wiejską przeprowadzonej jesienią 1954 do momentu ich zniesienia z dniem 1 stycznia 1973, tym samym wypierając organizację gminną w latach 1954–1972.
Gromadę Zakręcie z siedzibą GRN w Zakręciu utworzono – jako jedną z 8759 gromad na obszarze Polski – w powiecie krasnostawskim w woj. lubelskim na mocy uchwały nr 9 WRN w Lublinie z dnia 5 października 1954. W skład jednostki wszedł obszar dotychczasowej gromady Jaślików ze zniesionej gminy Krasnystaw oraz miejscowość Zakręcie kol. wyłączona z miasta Krasnystaw w tymże powiecie. Dla gromady ustalono 13 członków gromadzkiej rady narodowej.
1 stycznia 1960 do gromady Zakręcie kol. włączono obszar zniesionej gromady Stężyca Łęczyńska w tymże powiecie.
1 stycznia 1969 gromadę zniesiono, włączając jej obszar do gromady Krasnystaw w tymże powiecie.